# Enoch J. Rector
Enoch J. Rector (1863-1957) est un réalisateur américain, spécialisé en combats de boxe. 

## Biographie
Né à Parkersburg, en 1863, Enoch J. Rector fréquente l’université de Virginie-Occidentale.
Il se marie avec Jesse Fremont Leach (1871-1956), une décoratrice sur verre.

## Pionnier des films sur le sport
Après avoir commencé chez Thomas Edison, Enoch J. Rector entre au service de la société initiée par Woodville Latham, la Kinetoscope Exhibition Company, fondée avec l’accord de Thomas Edison, qui deviendra plus tard la Lambda Company.
Rector travaille durant les années 1890 avec les fils de Woodville, Otway et Grey, et retrouve deux autres transfuges de l’Edison Manufacturing Company : William Kennedy Laurie Dickson et Eugene Lauste, avec qui il était en collaboration.
Rector est un aficionado des combats de boxe. Il a l’idée de filmer la remise en cause du titre mondial de champion de boxe catégorie poids lourds, entre le tenant du titre, l’Américain James J. Corbett, et son challenger, le Britannique Bob Fitzsimmons. Il met au point une caméra argentique originale utilisant une pellicule Eastman calibrée au format de 63 mm de large, dotée de 2 rangées de 5 perforations Edison par photogramme, ce qui donne une image grand écran au ratio de 1.66:1. Il met au point également un appareil de projection adapté à ce format large qu’il nomme le Vériscope. Et le 17 mars 1897, à Carson City, il filme la rencontre à l’aide de trois caméras chargée chacune de 300 mètres de pellicule 63 mm, ce qui leur donne une autonomie de tournage d’environ 14 minutes par appareil. Les cadrages sont les mêmes pour les trois caméras disposées côte à côte. Durant les 14   
rounds qui aboutissent au knockout de Corbett par uppercut au plexus, les caméras tournent successivement, no 1, no 2, no 3, épuisant l’une après l’autre leur galette de pellicule. Quand l’une d’elles arrive au bout de son autonomie, l’autre est mise en fonctionnement tandis que la première est déchargée de la pellicule impressionnée, puis chargée à nouveau, prête à redémarrer quand la dernière arrive en fin de chargeur.
Il faut se rappeler que toutes les caméras de l’époque, aussi bien la caméra Kinétographe d’Edison que la caméra Cinématographe de Louis Lumière, acceptent moins de 20 mètres de pellicule (soit une minute de prise de vues), une limite qu’elles ne peuvent dépasser sous peine de cassure de la pellicule. Mais la famille Latham, avec l’aide de Dickson et de Lauste, a inventé un dispositif très simple, que l’on ignorait jusque-là, et qui a été baptisé du nom des financiers : boucle de Latham. C’est ce dispositif qui permet à Enoch J. Rector de filmer ce combat qui dure une centaine de minutes, de la présentation des adversaires par leurs entraîneurs, jusqu’au knockout final. Il en profitera pour revendiquer la découverte de ce dispositif, mais l’histoire ne lui donnera pas raison.
Il reste qu’avec The Corbett-Fitzsimmons Fight, Enoch J. Rector est un pionnier car il réalise le premier film de long métrage.